# Roberto Bolaño: la escritura como tauromaquia
Roberto Bolaño: la escritura como tauromaquia es un libro de 2002 editado por la investigadora y profesora de literatura Celina Manzoni, quien compila una serie de ensayos y críticas literarias de diversos autores, algunos de ellos inéditos, sobre la obra del escritor chileno Roberto Bolaño (1953-2003). El libro fue publicado en la editorial argentina Ediciones Corregidor, y también incluye textos hasta entonces inéditos escritos por Bolaño. Se trata de uno de los primeros libros de ensayos acerca de este escritor, siendo uno de los pocos que fue publicado mientras este aún estaba con vida.
Los colaboradores del libro que aportan con textos publicados por ellos en distintos medios son los siguientes:
- Gonzalo Aguilar
- Carmen Boullosa
- Roberto Brodsky
- Marcelo Cohen
- Ezequiel De Rosso
- Mihály Dés
- Ignacio Echevarría
- Patricia Espinosa
- María Antonieta Flores
- Elvio Gandolfo
- Joaquín Manzi
- Celina Manzoni
- Juan Antonio Masoliver Ródenas
- Rodrigo Pinto
- Leonardo Tarifeño
- Enrique Vila-Matas
- Juan Villoro
- Alejandro Zambra

Salvo por Carmen Boullosa, quien aporta una entrevista a Bolaño, todos los demás textos son ensayos o críticas literarias. Además de ellos, Andrea Cobas Carral, estudiante de letras e investigadora de la Universidad de Buenos Aires, colabora junto a Ezequiel De Rosso en una recolección, inédita hasta entonces, de la bibliografía del escritor.

## Estructura y contenido
El libro inicia con una «Presentación» firmada por Celina Manzoni enero de 2002 en México, D. F., donde explica que la motivación del libro es juntar material disperso y de difícil acceso acerca de Roberto Bolaño. También da agradecimientos y aclaraciones sobre algunas correcciones editoriales menores en algunos textos.
Luego viene un prólogo titulado «La escritura como tauromaquia», también de Manzoni, firmado en 2001 en Buenos Aires, y en 2002 en México, D. F., donde explica que el título del libro proviene de la obra De la littérature considéré comme une tauromachie del escritor francés Michel Leiris, donde este se pregunta si en la escritura hay algo análogo al cuerno del toro para el torero, cuyo peligro inminente le da un valor añadido a su arte. Además la editora sugiere como hipótesis que la obra de Bolaño propone una nueva estética que trasciende la polarización de la literatura realista y la fantástica, y que busca incorporar la política en la narración.
Posteriormente, en el grueso del libro, se presentan treinta textos de diversos autores que hablan sobre distintos aspectos de la obra de Bolaño:
| #  | Autor                          | Título                                                                              | Temática | Fuente |
| -- | ------------------------------ | ----------------------------------------------------------------------------------- | --- | --- |
| 1  | Celina Manzoni                 | «Biografías mínimas/ínfimas y el equívoco del mal»                                  | La literatura nazi en América | Leído en Borges Centenary Conference (King's College, Londres), septiembre de 1999. Reelaboración de artículo homónimo en: W. Rowe, C. Canaparo, A. Louis, Jorge Luis Borges. Intervenciones sobre pensamiento y literatura, Buenos Aires-Barcelona-México, D. F., Paidós, 2000. |
| 2  | Marcelo Cohen                  | «Donde mueren los poetas»                                                           | Estrella distante | Suplemento Cultura y Nación de Clarín (Buenos Aires), 1996. |
| 3  | Ignacio Echevarría             | «Historia particular de una infamia»                                                | La literatura nazi en América y Estrella distante | Suplemento cultural Babelia de El País (Madrid), 1996. |
| 4  | Celina Manzoni                 | «Narrar lo inefable. El juego del doble y los desplazamientos en Estrella distante» | Estrella distante | Leído en Latinamerican Studies Association (LASA), marzo de 2000; revista Reflejos, n.º 9, Departamento de Estudios Españoles y Latinoamericanos, Universidad Hebrea de Jerusalén (Jerusalén), junio de 2001.                                                                    |
| 5  | Juan Antonio Masoliver Ródenas | «Relatos de la vida inexplicable»                                                   | Llamadas telefónicas | La Vanguardia (Barcelona), 6 de marzo de 1998. |
| 6  | Ignacio Echevarría             | «Relatos de supervivientes»                                                         | Llamadas telefónicas | Suplemento cultural Babelia de El País (Madrid), 1998. |
| 7  | Ezequiel De Rosso              | «Tres tentativas sobre un texto de Roberto Bolaño»                                  | Cuento «Joanna Silvestri» de Llamadas telefónicas y su relación con Estrella distante y «Ramírez Hoffman, el infame» de La literatura nazi en América | Inédito. Reescritura de texto homónimo en XIV Jornadas de Investigación del Instituto de Literatura Hispanoamericana (Buenos Aires), diciembre de 1998. |
| 8  | Rodrigo Pinto                  | «La pista de hielo»                                                                 | La pista de hielo | Revista Caras (Santiago de Chile), 11 de diciembre de 1998. |
| 9  | Juan Antonio Masoliver Ródenas | «Espectros mexicanos»                                                               | Los detectives salvajes | La Jornada Semanal (México, D. F.), diciembre-enero de 1998. Reelaboración de «Relaciones espectrales», La Vanguardia (Barcelona), 4 de diciembre de 1998. |
| 10 | Ignacio Echevarría             | «Sobre la juventud y otras estafas»                                                 | Los detectives salvajes | Suplemento cultural Babelia de El País (Madrid), 5 de diciembre de 1998. |
| 11 | Rodrigo Pinto                  | «Los detectives salvajes»                                                           | Los detectives salvajes | Revista Caras (Santiago de Chile), 22 de enero de 1999. |
| 12 | Juan Villoro                   | «El copiloto del Impala»                                                            | Los detectives salvajes | La Jornada Semanal (México, D. F.), 18 de julio de 1999. |
| 13 | Roberto Brodsky                | «Perdidos en Bolaño»                                                                | Los detectives salvajes | Leído durante acto de entrega del Premio Rómulo Gallegos (Caracas), 2/8/1999; versión anterior en Lateral, n.º 61 (Barcelona), enero de 2000. |
| 14 | María Antonieta Flores         | «Notas sobre Los detectives salvajes»                                               | Los detectives salvajes | El Universal (Caracas), 1999. |
| 15 | Enrique Vila-Matas             | «Bolaño en la distancia»                                                            | Los detectives salvajes | Letras Libres, n.º 4 (México, D. F.), abril de 2000. Reproducido con algunas variantes en Desde la ciudad nerviosa (Madrid), Alfaguara, 2000. |
| 16 | Carmen Boullosa                | «Entrevista a Roberto Bolaño»                                                       | La obra narrativa de Bolaño en general, sus influencias y motivaciones                                                                                | Revista Bomb (Nueva York), invierno de 2000 (en inglés). |
| 17 | Elvio Gandolfo                 | «La apretada red oculta»                                                            | Las obras narrativas de Bolaño | V de Vian, año IX, n.º 41 (Buenos Aires), septiembre de 1999. |
| 18 | Leonardo Tarifeño              | «Un artista del riesgo»                                                             | Las obras narrativas de Bolaño | X (México, D. F.), abril de 2000. |
| 19 | Patricia Espinosa              | «Roberto Bolaño: un territorio por armar»                                           | Las obras narrativas de Bolaño, en particular Monsieur Pain y Nocturno de Chile                                                                       | Inédito. Reelaboración parcial de artículos en revistas y diarios de Santiago de Chile entre 1997 y 2001. |
| 20 | Ezequiel De Rosso              | «Una lectura conjetural. Roberto Bolaño y el relato policial»                       | Semejanzas y diferencias entre la narrativa de Bolaño y el relato policial                                                                            | Inédito. Reescritura de texto «La sospecha como máquina de lectura, Roberto Bolaño y el policial» en IV encuentro de críticos de Argentina, Brasil, Chile y Uruguay, «Reinvenciones de Latinoamérica: Literatura e Identidad» (Santiago de Chile), agosto de 2000.               |
| 21 | Gonzalo Aguilar                | «Roberto Bolaño, entre la historia y la melancolía»                                 | La obra narrativa de Bolaño en general | Suplemento Cultura y Nación de Clarín (Buenos Aires), 25 de marzo de 2001, como «Los amuletos salvajes de un novelista». |
| 22 | Joaquín Manzi                  | «El secreto de la vida (No está en los libros)»                                     | Relación entre la novela negra y La pista de hielo, Los detectives salvajes, Amuleto y varios relatos de Llamadas telefónicas y Putas asesinas        | Inédito. Una versión abreviada se presentó en Coloquio «Le récit policier hispano-américain: lectures d'une oeuvre» (Universidad de Angers, Angers), noviembre de 2001. |
| 23 | Rodrigo Pinto                  | «Monsieur Pain»                                                                     | Monsieur Pain | Revista Caras (Santiago de Chile), 7 de enero de 2000. |
| 24 | Mihály Dés                     | «Monsieur Pain»                                                                     | Monsieur Pain | Lateral, n.º 63 (Barcelona), marzo de 2000. |
| 25 | Mihály Dés                     | «Amuleto»                                                                           | Amuleto | Versión original y más amplia que la publicada en Lateral, n.º 58 (Barcelona), octubre de 1999. |
| 26 | Celina Manzoni                 | «Reescritura como desplazamiento y anagnórisis en Amuleto»                          | Amuleto | Inédito. Versión anterior leída en Congreso de Homenaje a Noé Jitrik, Puebla y México, D. F., junio de 2001. |
| 27 | Alejandro Zambra               | «La montaña rusa»                                                                   | Tres | Reelaboración de «Una síntesis mestiza», publicado en periódico Casachile (Santiago de Chile), 10 de octubre de 2001. |
| 28 | Juan Antonio Masoliver Ródenas | «Las palabras traicionadas»                                                         | Nocturno de Chile | Inédito. |
| 29 | Ignacio Echevarría             | «Una épica de la tristeza»                                                          | Putas asesinas | Suplemento cultural Babelia de El País (Madrid), diciembre de 2001. |
| 30 | Mihály Dés                     | «Putas asesinas»                                                                    | Putas asesinas | Lateral, n.º 84 (Barcelona), diciembre de 2001. |

El libro continúa con una sección llamada «Documentos», que incluye los siguientes textos, todos salvo el tercero escritos por el mismo Roberto Bolaño:
| #   | Título                                                                                          | Temática | Procedencia                                                                                                  |
| --- | ----------------------------------------------------------------------------------------------- | --- | --- |
| I   | «Bolaño por Bolaño»                                                                             | Una breve autobiografía literaria | Inédito. Enviado por Bolaño al CELARG.                                                                       |
| II  | «Roberto Bolaño: acerca de Los detectives salvajes»                                             | Sobre Los detectives salvajes | Publicado en el programa de mano entregado al público asistente a su acto de premiación del Rómulo Gallegos. |
| III | Dictamen del jurado: Veredicto XI Edición Premio Internacional de Novela Rómulo Gallegos (1999) | Veredicto del jurado, con razones de por qué eligieron Los detectives salvajes como novela ganadora. También incluye el proceso de selección y menciona las demás obras finalistas.            | Transcripción completa del veredicto.                                                                        |
| IV  | Roberto Bolaño: Discurso de Caracas (Venezuela)                                                 | En tono humorístico, comienza hablando sobre su dislexia, para desembocar en un mensaje de unión latinoamericana y en un homenaje a los jóvenes latinos de su generación, la de los años 1950. | Leído en la ceremonia de premiación, el 2 de agosto de 1999.                                                 |

De estos cuatro textos, el primero, el segundo y el cuarto fueron republicados en 2004 en el libro Entre paréntesis, editado por Ignacio Echevarría y que incluye ensayos, artículos literarios y discursos escritos por el escritor chileno.
El libro cierra con una bibliografía del autor, recopilada por Andrea Cobas Carral y Ezequiel De Rosso, seguido de una breve descripción de los colaboradores del libro, y una lista con las procedencias de los distintos textos.